# 卢肯龙属
卢肯龙（属名：Luetkesaurus）是蛇颈龙目已灭绝的一个属，生存于晚白垩世的今俄罗斯西部库尔斯克地区。卢肯龙由V. Kiprijanoff于1883年首次命名，属名致敬古生物学家兼动物学家克里斯汀·弗里德里希·卢肯（Christian Frederich Luetken）；未有模式种被指定。该属被视为疑名，已知化石包括孤立的牙齿及椎骨。